# Assemblea nazionale (Ciad)
L’Assemblea nazionale del Ciad (in arabo الجمعية الوطنية‎?, Aljameiat alwatania, in francese Assemblée nationale) è il parlamento del Ciad.
Ufficialmente camera bassa del Parlamento del Ciad, per via della posticipata istituzione del Senato (ossia la camera alta), essa ha operato come de facto camera monocamerale fino al 7 marzo 2025, data della prima seduta della neo-costituita assemblea.

## Composizione e poteri
L’Assemblea è composta da 188 deputati, aventi mandato quadriennale, eletti con sistema maggioritario a doppio turno. Essi rappresentano il popolo e compongono il potere legislativo del paese, esercitato appunto dall’Assemblea, la quale ha, oltre al compito di legiferare, quello di gestire il rapporto di fiducia con il Primo Ministro e di redigere il bilancio statale.

## Storia
Il Ciad coloniale (parte dell’Africa Equatoriale Francese) ebbe quattro assemblee dal 1947 al 1959: il “Consiglio Rappresentativo” (1947) e le “Assemblee Territoriali e Legislative” del 1952, 1957 e 1959.
Il Consiglio rappresentativo dal 1947 al 1952 ha avuto 30 membri eletti per cinque anni ed aveva poteri amministrativi e finanziari. Comprendeva consiglieri bianchi francesi e africani. I suoi presidenti furono Albert Blanchard dal 1947 al 1951 e William Tardrew dal 1951 al 1952.
L' “Assemblea Territoriale” aveva invece 45 membri, per la prima volta eletti in elezioni nel marzo 1952. I membri erano la destra conservatrice (UDT-RPF) e la sinistra progressista (PPT/RDA e il Partito Socialista Indipendente del Ciad). William Tardrew fu il presidente dal 1952 al 1957 e Sahoulba Gontchomé dal 1957 al 1959. L'assemblea investì il primo “Consiglio direttivo” del Ciad nel maggio 1957.
L'”Assemblea legislativa” è stata infine istituita come organo monocamerale il 31 maggio 1959 e sotto il regime autoritario ma civile di Ngarta Tombalbaye mutò il nome in “Assemblea nazionale” dal 1960 al 1975. Il sistema multipartitico è stato abolito nel gennaio 1962.
Il Ciad ebbe poi delle “camere consultive provvisorie” dal 1975 al 1993 sotto il dominio militare di transizione. Le assemblee erano il “Consiglio nazionale dell'Unione” (1978), il “Consiglio consultivo nazionale” (1982) ed il “Consiglio provvisorio della Repubblica” (1991).
Il “Consiglio di transizione superiore” ha poi avuto poteri legislativi dal 1993 al 1997, fino a quando l'Assemblea nazionale eletta ha finalmente preso il suo posto nel 1997. Il numero di membri dell'Assemblea nazionale è aumentato da 125 nel 1997 a 155 nel 2002 e infine a 188 nel 2011, data delle ultime elezioni prima della prorogatio sine die disposta dal Presidente Déby. Nel 2018 è stata prevista la creazione di una camera alta, ma ciò non è mai avvenuto.
Il 20 aprile 2021, dopo l'uccisione del presidente Idriss Déby, l'Assemblea nazionale è stata sciolta e le sue funzioni sono state assunte dal “Consiglio militare di transizione”, una giunta militare guidata dal figlio di Déby, Mahamat Déby Itno, ed infine sostituita dal governo militare nel 2021. 
Un “Consiglio nazionale di transizione” si è infine svolto nell'ottobre 2021, delineando i passaggi per un nuovo processo di transizione per il tramite di un governo provvisorio.
Nel 2024, la nuova costituzione del paese ha confermato una legislatura bicamerale composta dal Senato e dalla stessa Assemblea nazionale, sebbene sia stato rimesso a quest’ultima l’emanazione delle apposite leggi costituzionali. Tenutesi le elezioni parlamentari nello stesso anno, l'Assemblea nazionale appena eletta (insediatasi il 4 febbraio 2025) ha sostituito il Consiglio nazionale di transizione.